# 山梨県立文学館
山梨県立文学館（やまなしけんりつぶんがくかん、英: Yamanashi Prefectural Museum of Literature）は、山梨県甲府市貢川（）の「芸術の森公園」内にある文学館である。同公園内には山梨県立美術館もある。建物は地上2階地下1階、延床面積6,168 m2。

## 設立
山梨県は博物館等の展示施設が未整備で「文化不毛の地」と評されていたが、戦後には文化行政に熱心な田辺国男が知事に就任し、山梨県立美術館や山梨県立考古博物館、山梨県立県民文化ホールなど公共文化施設が整備されていった。
現在の山梨県笛吹市境川町出身の俳人・飯田蛇笏の子息で、蛇笏が刊行した俳誌『雲母』を継承した飯田龍太や、近世俳諧史研究者から文学資料の散逸を危惧する声があり、文学館設立の機運が高まった。さらに、1981年（昭和56年）には山梨県出身の書店経営者・岩森亀一が東京都千代田区神田神保町の三省堂書店において「芥川龍之介資料展」を開催し、資料の有効活用を条件に山梨県への寄贈を意向した。翌1983年（昭和58年）にも県内文化団体から県へ建設要望が出されていた。
こうした文学館設立の機運を受けて、山梨県知事の望月幸明時代の1983年（昭和58年）6月には、定例県議会において文学館構想推進費が議決された。同年11月には17名の専門家を集めた基本構想策定懇話会が開かれ、山梨県出身の文学者や山梨県ゆかりの文学者に関する資料の収集と保管・公開を行い社会教育として活用する文学館建設の計画が進められた。1985年（昭和60年）3月には建設基金条例を制定し、1986年（昭和61年）2月には県立美術館に併置させることが決定され、周辺を「芸術の森公園」として整備されることになった。
文学館の必要性については県議会においても反対意見があったが、1987年（昭和62年）に同文学館の建設を着工、1989年（平成元年）11月3日に開館した。工事費は2億4200万円、敷地は山梨県立美術館とともに「芸術の森公園」として整備された。歴代館長は三好行雄・紅野敏郎・近藤信行が務め、現在の館長は三枝昂之が2013年4月1日から務めている。
2010年には開館20周年記念事業の一環として常設展示のリニューアルを行い、飯田蛇笏コーナーを拡張して「飯田蛇笏・飯田龍太記念室」が新設された。

## 展示と活動

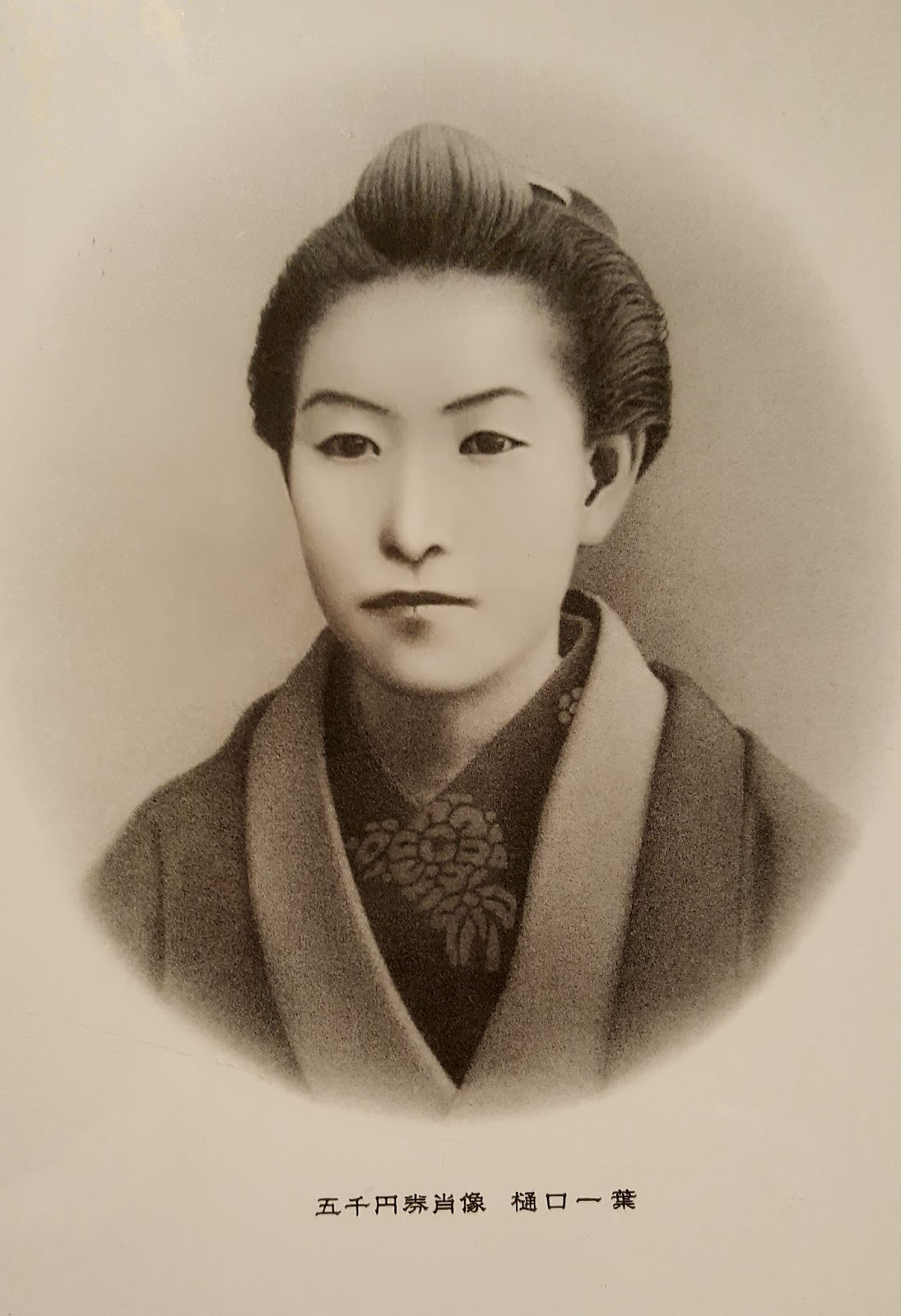
所蔵する樋口一葉写真

近世から近現代における文学資料を幅広く収集し、漢籍国書から幡谷東吾旧蔵の俳書コレクションや書誌学者青山毅の現代文学コレクション。旧中道町から寄託された山崎方代旧蔵資料や山本周五郎コレクション、明治から現代までの個人全集、文学雑誌や同人誌等に至るまで幅広く収集。複製資料の作成も行う。収集資料の調査研究は冊子『資料と研究』において発表されている。また、県民の生涯学習支援として公開文学講座や講演会など教育普及活動を行う。
常設展示は芥川龍之介と飯田蛇笏の二大展示を中心に、「山梨ゆかりの作家と作品」では樋口一葉、中村星湖、前田晁、深沢七郎、山本周五郎、木々高太郎、井伏鱒二、小尾十三、太宰治、田中冬二、山崎方代、三井甲之、伊藤左千夫、秋山秋紅蓼、徳永寿美子、村岡花子ら県内出身の文学者やゆかりの文学者に関する資料を幅広く展示。「甲斐の歌」「甲州の近世文学」では古代の和歌や松尾芭蕉や山口素堂ら甲州俳諧に関する近世文学を、「山梨の近代文学」では近代移行の詩、短歌、俳句、川柳、漢詩、童謡、文学雑誌や同人誌まで近代山梨の文学史に関する資料を展示。企画展は年1 - 2回程度開催。企画展の間には新収蔵資料や特定テーマに関する特別展示（常設展特別企画）を実施する。

## 交通
- 甲府駅南口1番乗り場から発車する山梨交通バス03・04系統「県立美術館・竜王駅経由敷島営業所」行き、34・39系統「野牛島（やごしま）経由御勅使（みだい）」行き、35系統「大草経由韮崎駅」行きのいずれかに乗車し、いずれも「山梨県立美術館」バス停下車。
- 竜王駅より山梨交通バス03系統「昇仙峡口」行き、04系統「昇仙峡滝上」行きに乗車、「山梨県立美術館」バス停下車。
- 韮崎駅より山梨交通バス35系統「大草経由甲府駅」行に乗車、「山梨県立美術館」バス停下車。
- JR甲府駅よりタクシーで約15分。（料金1,600円程度）
- 中央自動車道甲府昭和インターチェンジより、料金所を昇仙峡・湯村方面へ出て、200メートル先を左折、徳行立体南交差点左折、アルプス通りを約2キロメートル上り、貢川交番前交差点を左折、国道52号を約1キロメートル左側。